# Kesshi-hachidai
Kesshi-hachidai (欠史八代 o 缺史八代?   literalmente, "ocho períodos sin historia o leyenda") se refiere al período dentro de la historia de Japón, que abarca desde el Emperador Suizei (segundo Emperador de Japón) hasta el Emperador Kaika (noveno emperador), y que no poseen historia alguna sobre ellos excepto su genealogía descrita de manera exclusiva en el Kojiki y Nihonshoki, primeras obras escritas en Japón. 

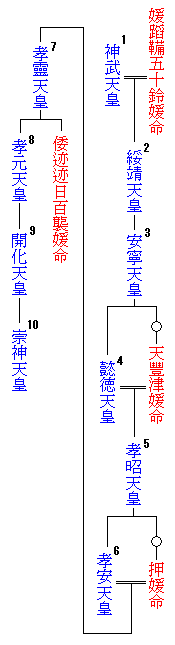
Árbol genealógico de los diez primeros emperadores de Japón. El Kesshi-hachidai abarca desde el segundo al noveno emperador.

Según los historiadores modernos, estos emperadores son considerados como legendarios y no está probada su existencia como personajes históricos.

## Emperadores delKesshi-hachidai
1. Emperador Suizei (581 - 549 a. C.)
2. Emperador Annei (549 - 511 a. C.)
3. Emperador Itoku (510 - 477 a. C.)
4. Emperador Kōshō (475 - 393 a. C.)
5. Emperador Kōan (392 - 291 a. C.)
6. Emperador Kōrei (290 - 215 a. C.)
7. Emperador Kōgen (214 - 158 a. C.)
8. Emperador Kaika (158 - 98 a. C.)

- Datos: Q838196